# Lince-do-canadá
O lince-do-canadá (Lynx canadensis) é uma espécie de felino nativa do Canadá e parte dos Estados Unidos.

## Características físicas
Os linces canadenses possuem uma pelagem bem espessa para mantê-los quentes, entre as almofadas de suas patas também tem pelo para ajudar a não passar frio, já que a temperatura de sua região é muito baixa. Esta espécie é bastante reconhecida por conta de suas orelhas, pois há um tufo bem na ponta deles, e o rabo curto (10-15cm). A coloração de seu pelo geralmente é cinza ou um bege claro, com pequenas manchinhas espalhadas pelo corpo, e a ponta de suas orelhas, cauda e patas são mais escurecidas. Eles possuem olhos com um tom de âmbar, que são capazes de enxergar no escuro, e também tem as grandes patas com garras enormes, que ajudam na hora de se locomover na neve.
O comprimento de corpo de espécimes adultos varia entre 67 a 107 cm e o peso de 5 a 17 kg. Os machos são maiores do que fêmeas.

## Habitat e presas

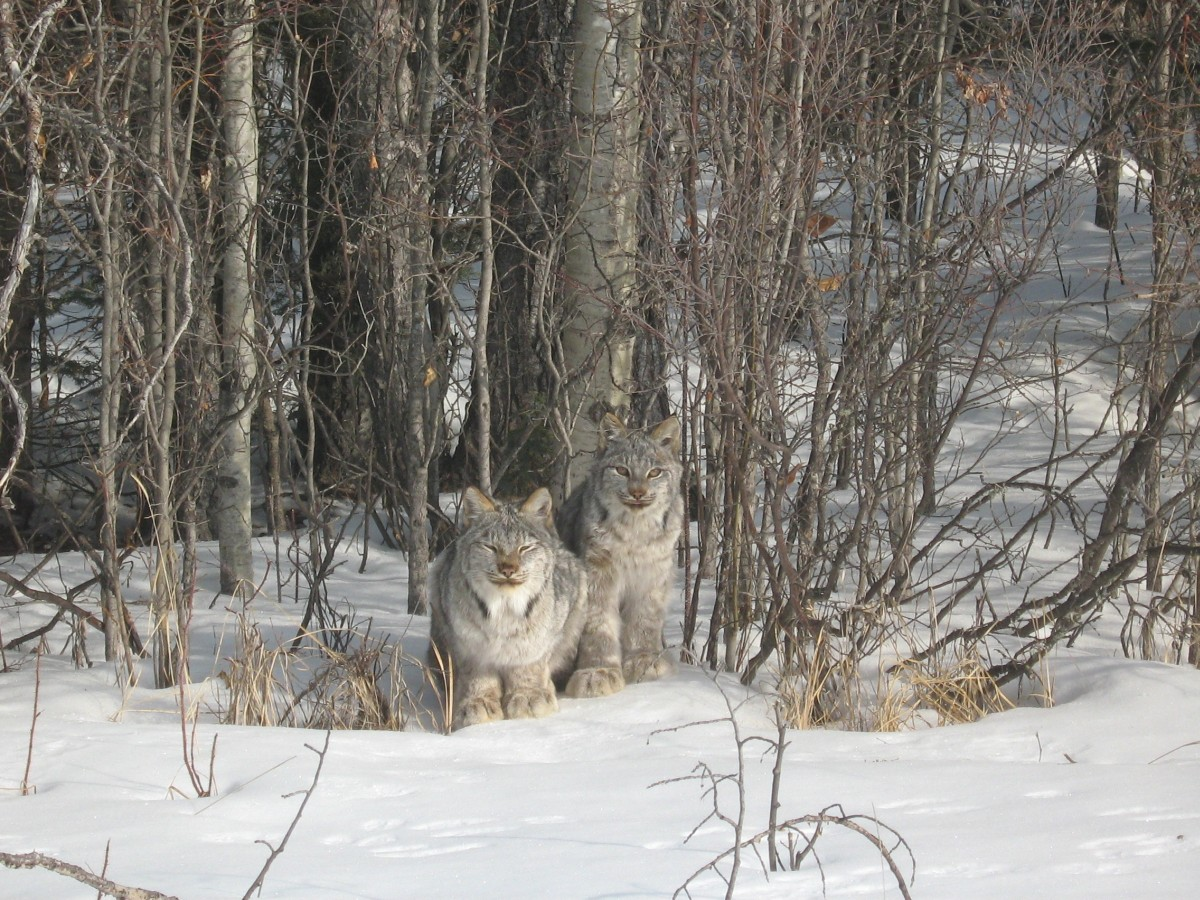
Lince-do-Canadá em seu habitat natural, que é o bioma de Taiga.

O espécime vive em meio a Taiga, um bioma gelado e com uma grande biodiversidade dentro de seu território.
O lince-do-canadá é carnívoro. As lebreis americanas são parte importante de sua dieta, ambos se adaptaram para sobreviverem, sendo linces caçadores especialistas em caçar as lebres, e as presas são ótimas durante a fuga. Ambas se tornaram tão boas nisso que as duas tem mais ou menos a mesma quantidade de espécimes vivos. Mas estes felinos também podem se alimentar de alguns roedores como esquilos e também de peixes, mas durante o inverno talvez até de um cervo.

## Comportamento
O cio do lince dura por 5 dias, e quando finalmente esta prenha a fêmea vai em busca de um lugar seguro para fazer ser ninho, talvez de baixo de troncos caídos, em meio de emaranhados de galhos ou no oco das arvores. A mãe geralmente da a luz a 2 ou 3 filhotes, mas o máximo é de 8 pequenos felinos. Os pequeninos mamam até os 5 primeiros meses de vida, entre tanto no primeiro mês a mãe já leva pedaços de carne para que os seus filhotes se acostumem.

## Distribuição geográfica
Canadá, e partes de Estados Unidos que incluem Montana ocidental e partes vizinhas de Idaho, Washington. Populações também pequenas em Nova Inglaterra, Utá.

## Subespécies
Existem três subespécies de lince canadense:
- Lynx canadensis canadensis
- Lynx canadensis mollipilosus
- Lynx canadensis subsolanus